# Ривлин, Сефи
Йосеф (Сефи) Ривлин (ивр. יוסף (ספי) ריבלין‎; 7 ноября 1947, Ришон-ле-Цион — 3 декабря 2013, Рамат-Ган, Израиль) — израильский актёр и комик, лауреат Приза израильской академии телевидения и премии «Золотой экран».

## Биография

### Ранняя жизнь
Сефи Ривлин родился 7 ноября 1947 года в семье Липы Ривлина — выходца из России, командира военизированной организации «ЭЦЕЛ» в Ришон-ле-Ционе. В детстве и юности Сефи серьезно занимался футболом, в 1962—1967 годах выступал за основной состав футбольного клуба «Хапоэль» (Ришон-ле-Цион).

### Актерская карьера
Обучался актёрскому мастерству в школе «Бейт-Цви», актёрскую карьеру начал в 1973 году в иерусалимском театре «Хан», впоследствии работал во многих театрах, в том числе в ведущем израильском театре «Габима».
В 1975 году был приглашён известным продюсером Моти Киршенбаумом в сатирическую телепрограмму «Никуй рош» («Головомойка») и быстро снискал популярность как комедийный телеведущий и актёр. Был ведущим сатирических и детских телепрограмм, снялся в нескольких телесериалах, в том числе исполнил главную роль в «Сефи» — израильской версии популярного английского сериала «Мистер Бин». Параллельно с работой на телевидении и в театре снимался в кино, последняя исполненная им роль — раввин Хес в фильме «Секреты».
В 2002 году удостоен премии «Золотой экран», в 2009 — премии Израильской академии телевидения.

## Болезнь, последние годы жизни
В 2007 году у Ривлина был диагностирован рак горла, после длительного лечения, включавшего курс химиотерапии, в 2010 году актер объявил, что он излечился от смертельной болезни. Однако в сентябре 2012 болезнь была обнаружена вновь и ему была сделана операция по удалению голосовых связок, после которой он полностью потерял голос. После продолжительного лечения скончался вечером 3 декабря 2013 года в отделении для безнадёжно больных больницы «Шиба».